# Küterhäuser (Lübeck)

Die Küterhäuser 1871, fünf Jahre vor ihrem Abbruch; Bleistiftzeichnung von Gustav Heinrich Lorenz Schön

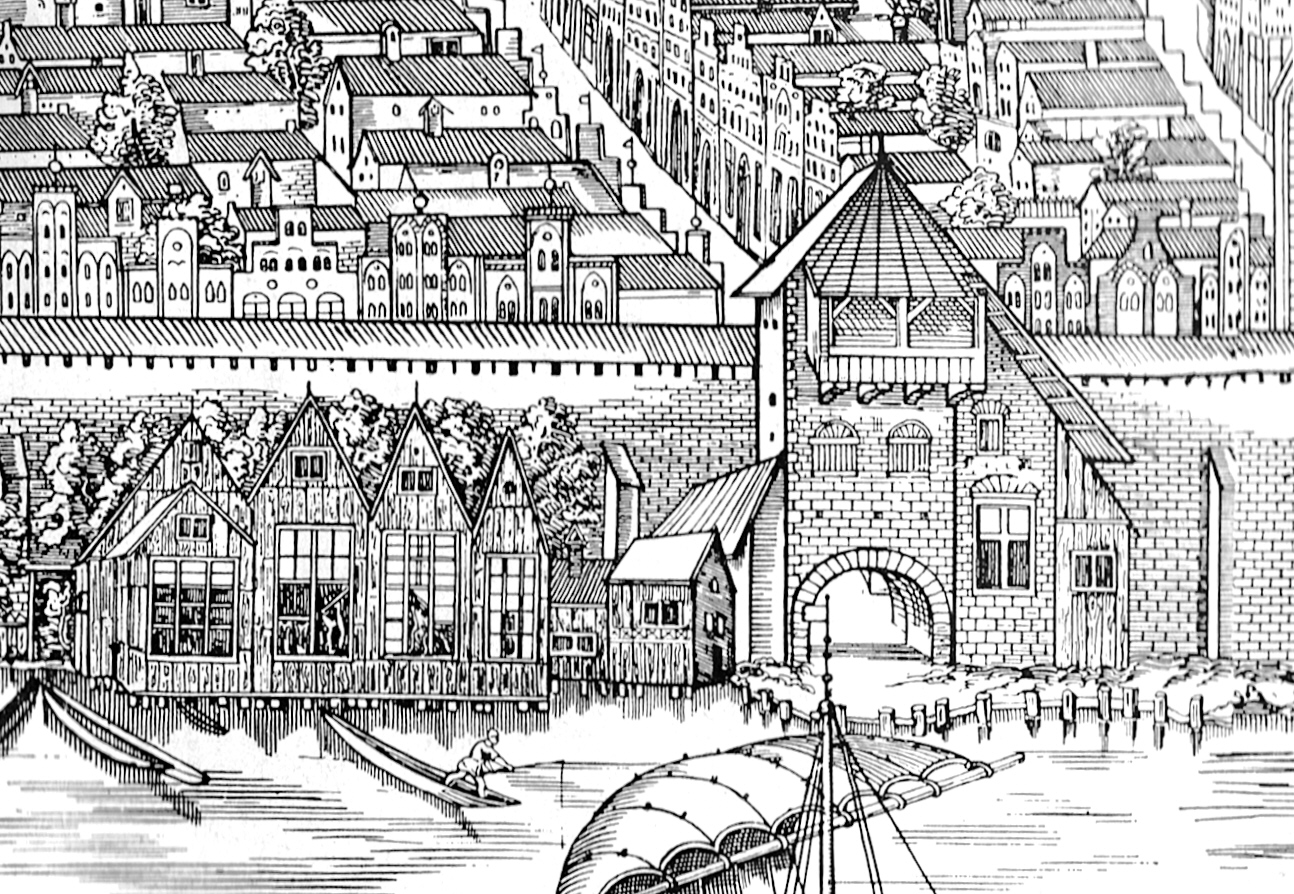
Die Küterhäuser vor dem Kütertor auf der Lübecker Stadtansicht des Elias Diebel, 1552

Die Küterhäuser waren die Schlachthäuser Lübecks.

## Lage
Die Küterhäuser befanden sich an der Wakenitz, vor der Stadtmauer unterhalb der Fleischhauerstraße. Das Kütertor bildete den Zugang zu den Schlachthäusern.
Der Standort der als ufernahe Pfahlbauten über dem Fluss errichteten Schlachthäuser ist heute infolge der Aufschüttungen beim Bau des Elbe-Lübeck-Kanals nicht mehr erkennbar, entspricht aber in etwa den heutigen Grundstücken Fleischhauerstraße 116/118.

## Geschichte
Die älteste schriftliche Erwähnung der Küterhäuser stammt aus dem Verzeichnis der städtischen Einnahmen aus dem Jahr 1262, wo das domus kuterorum super Wokenitz erscheint. Wie in vielen Städten des Mittelalters bestand auch in Lübeck ein Schlachtzwang: Die Knochenhauer, die Fleisch auf dem Fleischschrangen an der Breiten Straße verkaufen wollten, mussten das hierfür vorgesehene Vieh zu den Küterhäusern bringen, wo es von den Kütern geschlachtet und zerlegt wurde. Den Knochenhauern selbst war diese Tätigkeit nicht gestattet; sie durften das Fleisch nur verkaufen und dabei in kleinere Mengen aufteilen.
Zur einfachen Entsorgung der Schlachtabfälle waren die Küterhäuser auf Pfahlwerk aufgeständert über der Wakenitz errichtet; die anfallenden Reste der geschlachteten Tiere wurden durch Bodenluken ins Wasser geworfen, damit die Strömung des Flusses sie forttrug. Die kleinen Wohnhäuser der Küter befanden sich nahe bei den Küterhäusern, waren jedoch auf festem Boden auf einer Landzunge errichtet. Hölzerne Brücken verbanden den Uferstreifen vor dem Kütertor mit den Schlachthäusern; 1809 wurden diese Brücken durch einen aufgeschütteten Damm mit gepflastertem Weg ersetzt.
Ursprünglich befanden sich die Küterhäuser im Eigentum der Stadt, die von den Kütern eine jährliche Nutzungsgebühr von 10 Mark erhob. Zu einem nicht mehr feststellbaren Zeitpunkt gingen die Bauten in den Besitz der Küter über. Die Wohnhäuser hingegen waren immer Privateigentum der Küter gewesen.
Die Lübecker Stadtansicht des Elias Diebel zeigt die Küterhäuser im Jahre 1552 als einfache Holzbauten, und auch aus späteren Darstellungen ist ersichtlich, dass die Bauten bis zum Schluss nur als schlichte Fachwerkhäuser ausgeführt wurden.
Obgleich die Wakenitz im Bereich der Küterhäuser der Trinkwasserentnahme diente und die von der trägen Strömung nur langsam fortgetragenen Kadaverteile das Wasser übelriechend und gesundheitsgefährdend machten, wurde eine Verlegung der Schlachthäuser weder nach Errichtung der Brauerwasserkunst im späten 13. Jahrhundert noch nach Inbetriebnahme der Bürgerwasserkunst 1533 in Erwägung gezogen.
1875 erfolgte die Aufhebung des alten Schlachtzwangs und der Küterprivilegien in Lübeck; die Stadt kaufte die Küterhäuser mitsamt den Nebengebäuden auf und ließ sie im folgenden Jahr abbrechen.